# Iso-Ränskäri
Iso-Ränskäri är en ö i Finland. Den ligger i sjön Evijärvi och i kommunen Evijärvi i den ekonomiska regionen  Järviseutu ekonomiska region  och landskapet Södra Österbotten, i den centrala delen av landet, 400 km norr om huvudstaden Helsingfors. Öns area är 12,8 hektar och dess största längd är 0,7 kilometer i sydöst-nordvästlig riktning.